# ジーヴァカ
ジーヴァカ（耆婆、ぎば、名称については後述）は、古代インドのマガダ国・ラージャグリハの医者である。
阿闍世（あじゃせ、アジャータシャトル）が、父王・頻婆娑羅（ビンビサーラ）を殺害した後に悔恨の念を懐き悪瘡を生じたことから、釈迦仏に会いに行くよう勧めて仏教に帰依させた人として知られる。『沙門果経』などにその様子が描かれている。

## 名称
- サンスクリット: Jīvaka-Kaumārabhṛtya
- パーリ語: Jīvaka-Komārabhacca
- カタカナ表記：ジーヴァカ・コーマーラバッチャ
- 漢訳：耆婆、耆域、時縛迦、時婆、尸縛迦など多数
- 意味：固活、能活、活童子、寿命童子など
  - 南伝スマンガラ・ヴィラーシニーでは、彼の名前の由来を説明して、娼婦の子として生まれ捨てられたのを、無畏（アバヤ）王子が拾い上げ「この子はなお生きている」といったのでジーヴァカといわれ、王子に育てられたゆえにコーマーラヴァッチャ（王子に育てられし者の義）と呼ばれたとする。
  - 南伝クラヴァッガでは、小児科医ゆえに、コーマーラヴァッチャ（子供を看病する者）と呼ばれたとする。

タイ古式マッサージの創始者ともされている

## 人物・エピソード
彼の出身には異説がある。
- 『奈女耆域因縁経』及び『奈女耆婆経』、『毘那耶雑事』21は、父を瓶沙王（ビンビサーラ／頻婆娑羅）、母を維耶黎国王苑中にいた奈女とし、阿闍世（アジャータシャトル）より2つ年上とする。
- 『四分律』39では、王舎城中の婬女(娼婦)・婆羅跋提（Sālavatī、サーラヴァティー）と、父を王子・無畏（アバヤ）とする。ちなみにアバヤはビンビサーラの子とも記している。
- 南伝ダンマパダでは、ジーヴァカの妹Sirimāは、王舎城で美しい娼婦とある。
- スッタニパータでは、娼婦Sālavatīの子で、娘Sirimāの兄とする。

彼は得叉尸羅（タキシラ）の賓迦羅（ピンガラ）に就いて医法を7年間学び、本国マガダに帰り諸人に施薬して、南方の大国の残虐なる王の病を治癒せしめて仏に帰依せしめたと記されている。
また釈迦仏の風疾、アヌルッダの失明、アーナンダの瘡などを治療し、名医・医王と尊称され崇敬されるようになった。彼は仏教に深く帰依したと伝えられる。阿闍世が父王を殺し王位に就くと、彼は大臣として阿闍世に仕えた。しかし阿闍世が母のヴァイデーヒー（韋提希）を幽閉し、また父王と同じく殺さんとすると、月光大臣とともに諌めた（『観無量寿経』）。その後阿闍世は、これらの行為から気を病んで身体に悪い疱瘡ができたので、彼が治癒にあたった。他の大臣から六師外道などを勧められるが、その症状が改善されることを得ず、ジーヴァカは、これは釈迦仏でないと治癒できないとして、すみやかに釈迦のもとへ赴くよう進言した。大乗の涅槃経では、その模様が物語として詳しく説かれている。
中国や日本では、彼と戦国時代の名医扁鵲とをあわせ、〈耆婆扁鵲〉と並べて呼称することがある。